# 萊康普頓 (堪薩斯州)
萊康普頓（英語：Lecompton）是一個位於美國堪薩斯州道格拉斯縣的城市。

## 地方資料
根據2020年美國人口普查的數據，萊康普頓的面積為4.57平方千米，當中陸地面積為4.55平方千米，而水域面積為0.02平方千米。當地共有人口857人，而人口密度為每平方千米187.53人。